# Snow on the Beach
«Snow on the Beach» (с англ. — «Снег на пляже») — песня американской исполнительницы Тейлор Свифт, вышедшая 21 октября 2022 года в её десятом студийном альбоме Midnights. Композиция записана совместной с певицей Ланой Дель Рей.

## Выход песни и история её создания
28 августа 2022 года Тейлор Свифт анонсировала свой десятый студийный альбом Midnights и начиная с 21 сентября она начала раскрывать названия песен альбома в случайном порядке через свой TikTok в шоу Midnights Mayhem with Me. Последней раскрытой песней стала «Snow on the Beach».

## Мелодия и текст песни
«Snow on the Beach» это песня о том, как ты влюбляешься в кого-то, кто одновременно влюблён в тебя. Про тот кульминационный момент, когда ты понимаешь, что кто-то испытывает к тебе чувства взаимно. Ты будто оглядываешься и думаешь: «Стоп, это по-настоящему? Это сон? Это действительно происходит?», как если бы ты увидел снег, падающий на пляж.Тейлор Свифт про композицию, эксклюзивное видео для Spotify.

## Коммерческий успех и чарты
Песня дебютировала с третьего места ежедневного чарта Spotify, уступая лишь двум другим композициям в альбоме: «Anti-Hero» и «Lavender Haze», набрав 15,030,183 прослушиваний за 21 октября 2022 года, что стало лучшим результатом для женского дуэта в истории платформы, ранее рекорд принадлежал «Rain On Me», дуэту Леди Гаги и Арианы Гранде.